# Institut national polytechnique de Bretagne
Pour les articles homonymes, voir INP et La Prépa des INP.
Ne doit pas être confondu avec École polytechnique (France) ou Réseau Polytech.
L’institut national polytechnique de Bretagne (Bretagne INP) est un établissement public à caractère scientifique, culturel et professionnel (EPSCP) et établissement-composante de l'université de Bretagne-Occidentale (UBO) créé le 1er mars 2025. Il est l'un des 6 instituts nationaux polytechniques français, des établissements d'enseignement supérieur assimilés à des universités. 
Situé à Plouzané et Quimper, dans le Finistère, il regroupe deux écoles d'ingénieurs brestoises et une école universitaire de management (IAE) :
- l'École nationale d’ingénieurs de Brest (INP-ENIB) ;
- l'École supérieure d'ingénieurs en agroalimentaire de Bretagne atlantique (INP-ESIAB) ;
- ainsi que l'Institut d'administration des entreprises de Brest (INP-IAE Brest).

Ses écoles internes et associées délivrent des formations d'ingénieurs dans différents domaines comme l’électronique, l’informatique, la mécatronique, la microbiologie, la qualité la sécurité sanitaire, ainsi que la production et l'innovation pour les industries agroalimentaires. Elles font toutes partie des 204 écoles d'ingénieurs françaises accréditées au 1er septembre 2020 à délivrer un diplôme d'ingénieur. L'une de ses deux écoles d'ingénieurs, l'ENIB, est affiliée à l'Institut Mines-Télécom et est membre fondatrice de l'Alliance universitaire de Bretagne.

## Historique
En juin 2024, l'École nationale d’ingénieurs de Brest annonce la création d'un Institut national polytechnique de Bretagne à Brest, ainsi que d'une future implantation à Quimper.
Au 1er mars 2025, l'École nationale d’ingénieurs de Brest (ENIB), l'École supérieure d'ingénieurs en agroalimentaire de Bretagne atlantique (ESIAB), ainsi que l'Institut d'administration des entreprises de Brest se rassemblent pour former l'Institut national polytechnique de Bretagne (Bretagne INP), établissement-composante de l'établissement public expérimental Université de Bretagne-Occidentale,.

## Formations

### Diplôme d'ingénieur
Bretagne INP est constitué de deux écoles d'ingénieurs internes :
- l'École nationale d’ingénieurs de Brest (INP-ENIB) ;
- l'École supérieure d'ingénieurs en agroalimentaire de Bretagne atlantique (INP-ESIAB).

## Recherche
La recherche à Bretagne INP est effectuée dans 6 unités de recherche labellisées (INP-ESIAB) et 2 UMR, le Lab-STICC et l'IRDL (INP-ENIB), de qualité reconnue par les grands organismes de recherche (CNRS) ou le ministère de l'Enseignement supérieur et de la Recherche.